# آندریا پارولا
آندریا پارولا (انگلیسی: Andrea Parola؛ زادهٔ ۲۲ آوریل ۱۹۷۹) بازیکن فوتبال اهل ایتالیا است.
از باشگاه‌هایی که در آن بازی کرده‌است می‌توان به باشگاه فوتبال آسکولی، باشگاه فوتبال پیاچنزا، باشگاه فوتبال کالیاری، باشگاه فوتبال تریستیانا، باشگاه فوتبال سمپدوریا، باشگاه فوتبال رجانا، باشگاه فوتبال پیزا، و باشگاه فوتبال نووارا اشاره کرد.